# 阿部美里
阿部 美里（あべ みさと、1988年5月7日 - ）は、東日本放送（khb）のアナウンサー。

## 来歴
山形県西村山郡河北町出身。杏林大学卒業。また、短期大学に通っていたこともある。
大学を卒業後、2010年4月に山形放送に入社。同局のアナウンサーを務めた後、2012年4月に東日本放送へ移籍した。
移籍直後の2012年11月、第11回ANNアナウンサー賞のナレーション部門で新人賞を受賞した。
2017年夏に産休に入り、同年8月に長男を出産。1年半あまりの育休期間を経て、2019年4月中旬に職場復帰した。
2020年12月、第19回ANNアナウンサー賞のナレーション部門で優秀賞を受賞した。

## 担当番組

### テレビ番組
- ピヨ卵ワイド430（山形放送、2010年 - 2011年）[4]
- YBCニュース（山形放送、2010年 - 2012年）
- スーパーJチャンネルみやぎ（東日本放送、2012年 - 2015年） - キャスター、特集ナレーター[6]
- 突撃!ナマイキTV（東日本放送、2015年 - 2017年） - 司会
- チャージ!（東日本放送） - キャスター、「ぶらり空旅」ナレーター[7]
- KHBニュース（東日本放送）